# Wailea
Wailea – jednostka osadnicza w Stanach Zjednoczonych, w hrabstwie Maui.